# Wilshire Grand Center
Il Wilshire Grand Center è un grattacielo ad uso misto situato nel Financial District della città statunitense di Los Angeles. È il grattacielo più alto della città e della California e il decimo più alto degli Stati Uniti d'America.

## Storia
I lavori di costruzione del grattacielo, guidati dall'azienda Turner Construction, ebbero inizio il 15 febbraio 2014, con una gettata di 16 500 m3 di cemento, durata 20 ore, per la realizzazione delle fondamenta della struttura. Questa gettata riuscì a battere il precedente guinness dei primati per la gettata continua più massiccia stabilito nel 1999 durante la costruzione del casinò The Venetian di Las Vegas con una gettata continua di 16 000 m3.
L'8 marzo 2016 la struttura raggiunse l'ultimo piano e il 3 settembre dello stesso anno, con il completamento della guglia ornamentale, l'edificio raggiunse l'altezza massima, pari a 335,3 metri, diventando il più alto della città. Il 23 giugno 2017 il grattacielo è stato ufficialmente inaugurato.